# 变分自编码器
机器学习中，变分自编码器（Variational Autoencoder，VAE）是由Diederik P. Kingma和Max Welling提出的一种人工神经网络结构，属于概率图模式和变分贝叶斯方法。
VAE与自编码器模型有关，因为两者在结构上有一定亲和力，但在目标和数学表述上有很大区别。VAE属于概率生成模型（Probabilistic Generative Model），神经网络仅是其中的一个组件，依照功能的不同又可分为编码器和解码器。编码器可将输入变量映射到与变分分布的参数相对应的潜空间（Latent Space），这样便可以产生多个遵循同一分布的不同样本。解码器的功能基本相反，是从潜空间映射回输入空间，以生成数据点。虽然噪声模型的方差可以单独学习而来，但它们通常都是用重参数化技巧（Reparameterization Trick）来训练的。
此类模型最初是为无监督学习设计的，但在半监督学习和监督学习中也表现出卓越的有效性。

## 结构与操作概述
VAE是一个分别具有先验和噪声分布的生成模型，一般用最大期望算法（Expectation-Maximization meta-algorithm）来训练。这样可以优化数据似然的下限，用其它方法很难实现这点，且需要q分布或变分后验。这些q分布通常在一个单独的优化过程中为每个单独数据点设定参数；而VAE则用神经网络作为一种摊销手段来联合优化各个数据点，将数据点本身作为输入，输出变分分布的参数。从一个已知的输入空间映射到低维潜空间，这是一种编码过程，因此这张神经网络也叫“编码器”。
解码器则从潜空间映射回输入空间，如作为噪声分布的平均值。也可以用另一个映射到方差的神经网络，为简单起见一般都省略掉了。这时，方差可以用梯度下降法进行优化。
优化模型常用的两个术语是“重构误差（reconstruction error）”和“KL散度”。它们都来自概率模型的自由能表达式（Free Energy Expression ），因而根据噪声分布和数据的假定先验而有所不同。例如，像IMAGENET这样的标准VAE任务一般都假设具有高斯分布噪声，但二值化的MNIST这样的任务则需要伯努利噪声。自由能表达式中的KL散度使得与p分布重叠的q分布的概率质量最大化，但这样可能导致出现搜寻模态（Mode-Seeking Behaviour）。自由能表达式的剩余部分是“重构”项，需要用采样逼近来计算其期望。

## 系统阐述

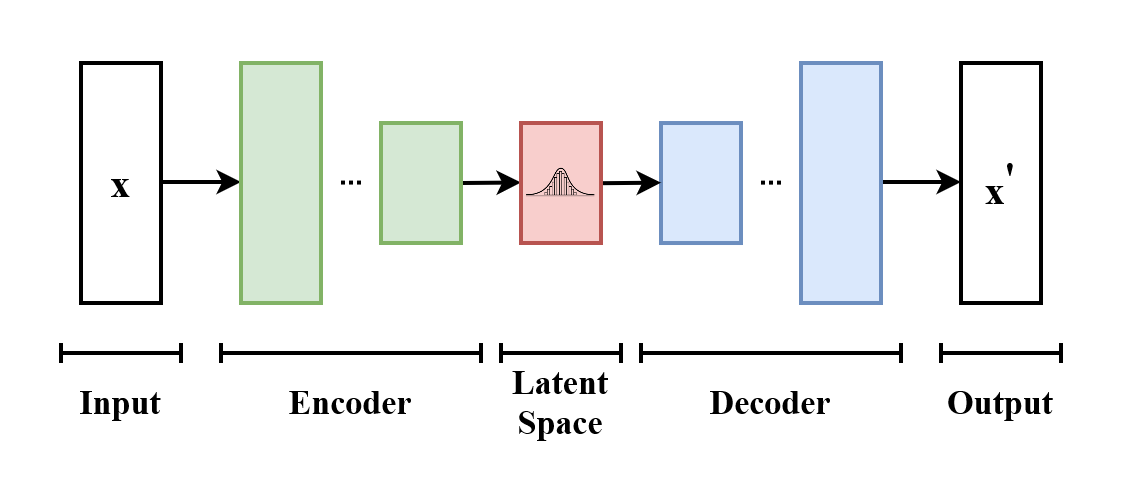
VAE的基本框架。模型接受为输入。编码器将其压缩到潜空间。解码器以在潜空间采样的信息为输入，并产生，使其与尽可能相似。

从建立概率模型的角度来看，人们希望用他们选择的参数化概率分布{\displaystyle p_{\theta }(x)=p(x|\theta )}使数据{\displaystyle x}的概率最大化。这一分布常是高斯分布{\displaystyle N(x|\mu ,\sigma )}，分别参数化为{\displaystyle \mu }和{\displaystyle \sigma }，作为指数族的一员很容易作为噪声分布来处理。简单的分布很容易最大化，但如果假设了潜质（latent）{\displaystyle z}的先验分布，可能会产生难以解决的积分。让我们通过对{\displaystyle z}的边缘化找到{\displaystyle p_{\theta }(x)}。
{\displaystyle p_{\theta }(x)=\int _{z}p_{\theta }({x,z})\,dz,}
其中，{\displaystyle p_{\theta }({x,z})}表示可观测数据{\displaystyle x}于{\displaystyle p_{\theta }}下的联合分布，和在潜空间中的形式（也就是编码后的{\displaystyle z}）。根据连锁法则，方程可以改写为
{\displaystyle p_{\theta }(x)=\int _{z}p_{\theta }({x|z})p_{\theta }(z)\,dz}
在原始的VAE中，通常认为{\displaystyle z}是实数的有限维向量，{\displaystyle p_{\theta }({x|z})}则是高斯分布。那么{\displaystyle p_{\theta }(x)}便是高斯分布的混合物。
现在，可将输入数据和其在潜空间中的表示的映射定义为
- 先验{\displaystyle p_{\theta }(z)}
- 似然值{\displaystyle p_{\theta }(x|z)}
- 后验{\displaystyle p_{\theta }(z|x)}

不幸的是，对{\displaystyle p_{\theta }(x)}的计算十分困难。为了加快计算速度，有必要再引入一个函数，将后验分布近似为
{\displaystyle q_{\phi }({z|x})\approx p_{\theta }({z|x})}
其中{\displaystyle \phi }是参数化的{\displaystyle q}的实值集合。这有时也被称为“摊销推理”（amortized inference），因为可以通过“投资”找到好的{\displaystyle q_{\phi }}，之后不用积分便可以从{\displaystyle x}快速推断出{\displaystyle z}。
这样，问题就变成了找到一个好的概率自编码器，其中条件似然分布{\displaystyle p_{\theta }(x|z)}由概率解码器（probabilistic decoder）计算得到，后验分布近似{\displaystyle q_{\phi }(z|x)}由概率编码器（probabilistic encoder）计算得到。
下面将编码器参数化为{\displaystyle E_{\phi }}，将解码器参数化为{\displaystyle D_{\theta }}。

## 证据下界（Evidence lower bound，ELBO）
如同每个深度学习问题，为了通过反向传播算法更新神经网络的权重，需要定义一个可微损失函数。
对于VAE，这一思想可以实现为联合优化生成模型参数{\displaystyle \theta }和{\displaystyle \phi }，以减少输入输出间的重构误差，并使{\displaystyle q_{\phi }({z|x})}尽可能接近{\displaystyle p_{\theta }(z|x)}。重构损失常用均方误差和交叉熵。
作为两个分布之间的距离损失，反向KL散度{\displaystyle D_{KL}(q_{\phi }({z|x})\parallel p_{\theta }({z|x}))}可以很有效地将{\displaystyle q_{\phi }({z|x})}挤压到{\displaystyle p_{\theta }(z|x)}之下。
刚刚定义的距离损失可扩展为
{\displaystyle {\begin{aligned}D_{KL}(q_{\phi }({z|x})\parallel p_{\theta }({z|x}))&=\mathbb {E} _{z\sim q_{\phi }(\cdot |x)}\left[\ln {\frac {q_{\phi }(z|x)}{p_{\theta }(z|x)}}\right]\\&=\mathbb {E} _{z\sim q_{\phi }(\cdot |x)}\left[\ln {\frac {q_{\phi }({z|x})p_{\theta }(x)}{p_{\theta }(x,z)}}\right]\\&=\ln p_{\theta }(x)+\mathbb {E} _{z\sim q_{\phi }(\cdot |x)}\left[\ln {\frac {q_{\phi }({z|x})}{p_{\theta }(x,z)}}\right]\end{aligned}}}
现在定义证据下界（Evidence lower bound，ELBO）：{\displaystyle L_{\theta ,\phi }(x):=\mathbb {E} _{z\sim q_{\phi }(\cdot |x)}\left[\ln {\frac {p_{\theta }(x,z)}{q_{\phi }({z|x})}}\right]=\ln p_{\theta }(x)-D_{KL}(q_{\phi }({\cdot |x})\parallel p_{\theta }({\cdot |x}))}使ELBO最大化{\displaystyle \theta ^{*},\phi ^{*}={\underset {\theta ,\phi }{\operatorname {argmax} }}\,L_{\theta ,\phi }(x)}等于同时最大化{\displaystyle \ln p_{\theta }(x)}、最小化{\displaystyle D_{KL}(q_{\phi }({z|x})\parallel p_{\theta }({z|x}))}。即，最大化观测数据似然的对数值，同时最小化近似后验{\displaystyle q_{\phi }(\cdot |x)}与精确后验{\displaystyle p_{\theta }(\cdot |x)}的差值。
给出的形式不大方便进行最大化，可以用下面的等价形式：{\displaystyle L_{\theta ,\phi }(x)=\mathbb {E} _{z\sim q_{\phi }(\cdot |x)}\left[\ln p_{\theta }(x|z)\right]-D_{KL}(q_{\phi }({\cdot |x})\parallel p_{\theta }(\cdot ))}其中{\displaystyle \ln p_{\theta }(x|z)}实现为{\displaystyle \|x-D_{\theta }(z)\|_{2}^{2}}，因为这是在加性常数的前提下{\displaystyle x\sim {\mathcal {N}}(D_{\theta }(z),I)}得到的东西。也就是说，我们把{\displaystyle x}在{\displaystyle z}上的条件分布建模为以{\displaystyle D_{\theta }(z)}为中心的高斯分布。{\displaystyle q_{\phi }(z|x)}和{\displaystyle p_{\theta }(z)}的分布通常也被选为高斯分布，因为{\displaystyle z|x\sim {\mathcal {(}}E_{\phi }(x),\sigma _{\phi }(x)^{2}I)}和{\displaystyle z\sim {\mathcal {(}}0,I)}可以通过高斯分布的KL散度公式得到：{\displaystyle L_{\theta ,\phi }(x)=-{\frac {1}{2}}\mathbb {E} _{z\sim q_{\phi }(\cdot |x)}\left[\|x-D_{\theta }(z)\|_{2}^{2}\right]-{\frac {1}{2}}\left(N\sigma _{\phi }(x)^{2}+\|E_{\phi }(x)\|_{2}^{2}-2N\ln \sigma _{\phi }(x)\right)+Const}

## 重参数化

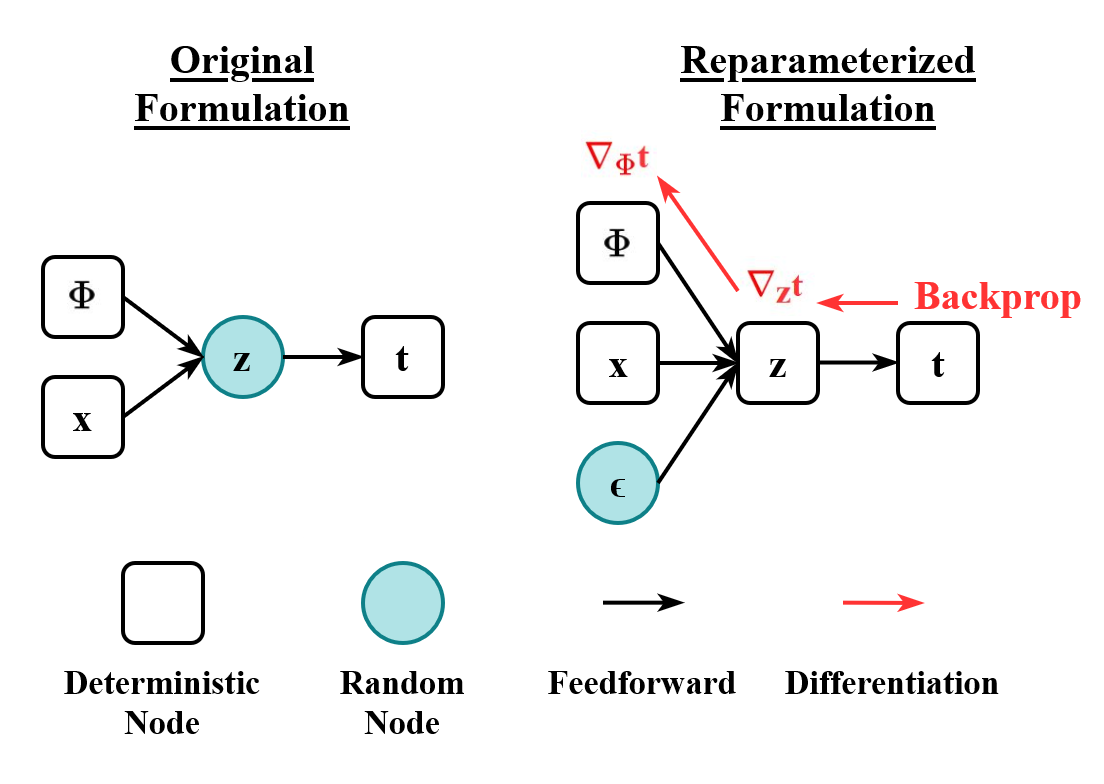
重参数化技巧方案。随机变量可作为外部输入注入潜空间，这样一来便可以不更新随机变量，而反向传播梯度。

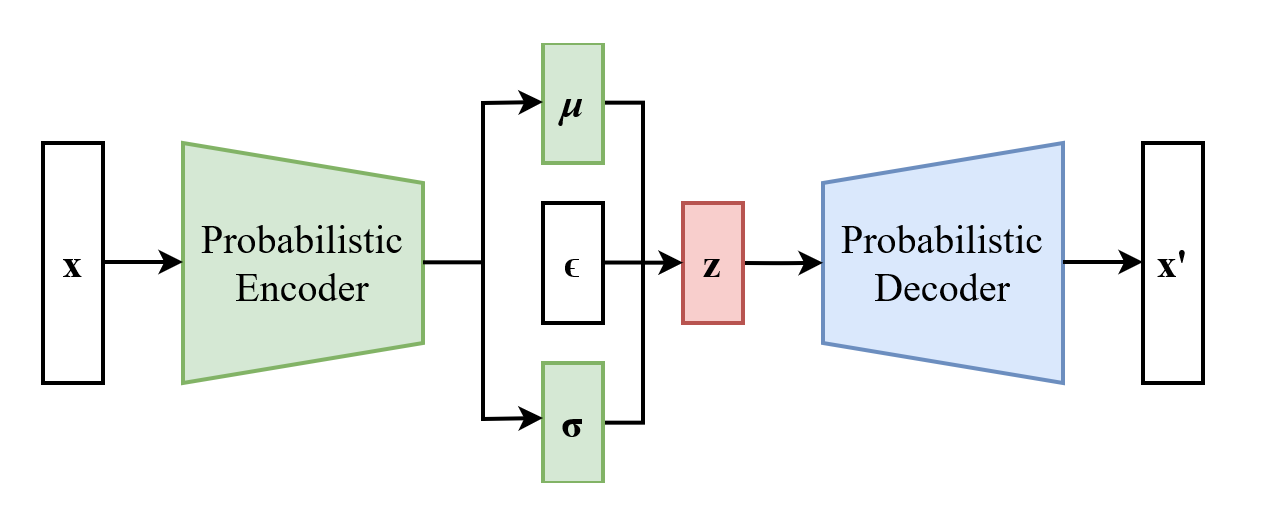
重参数化技巧之后的VAE方案

有效搜索到{\displaystyle \theta ^{*},\phi ^{*}={\underset {\theta ,\phi }{\operatorname {argmax} }}\,L_{\theta ,\phi }(x)}的典型方法是梯度下降法。
它可以很直接地找到{\displaystyle \nabla _{\theta }\mathbb {E} _{z\sim q_{\phi }(\cdot |x)}\left[\ln {\frac {p_{\theta }(x,z)}{q_{\phi }({z|x})}}\right]=\mathbb {E} _{z\sim q_{\phi }(\cdot |x)}\left[\nabla _{\theta }\ln {\frac {p_{\theta }(x,z)}{q_{\phi }({z|x})}}\right]}但是，{\displaystyle \nabla _{\phi }\mathbb {E} _{z\sim q_{\phi }(\cdot |x)}\left[\ln {\frac {p_{\theta }(x,z)}{q_{\phi }({z|x})}}\right]}不允许将{\displaystyle \nabla _{\phi }}置于期望中，因为{\displaystyle \phi }出现在概率分布本身之中。重参数化技巧（也被称为随机反向传播）则绕过了这个难点。
最重要的例子是当{\displaystyle z\sim q_{\phi }(\cdot |x)}遵循正态分布时，如{\displaystyle {\mathcal {N}}(\mu _{\phi }(x),\Sigma _{\phi }(x))}。
可以通过让{\displaystyle {\boldsymbol {\varepsilon }}\sim {\mathcal {N}}(0,{\boldsymbol {I}})}构成“标准随机数生成器”来实现重参数化，并将{\displaystyle z}构建为{\displaystyle z=\mu _{\phi }(x)+L_{\phi }(x)\epsilon }。这里，{\displaystyle L_{\phi }(x)}通过科列斯基分解得到：{\displaystyle \Sigma _{\phi }(x)=L_{\phi }(x)L_{\phi }(x)^{T}}接着我们有{\displaystyle \nabla _{\phi }\mathbb {E} _{z\sim q_{\phi }(\cdot |x)}\left[\ln {\frac {p_{\theta }(x,z)}{q_{\phi }({z|x})}}\right]=\mathbb {E} _{\epsilon }\left[\nabla _{\phi }\ln {\frac {p_{\theta }(x,\mu _{\phi }(x)+L_{\phi }(x)\epsilon )}{q_{\phi }(\mu _{\phi }(x)+L_{\phi }(x)\epsilon |x)}}\right]}由此，我们得到了梯度的无偏估计，这就可以应用随机梯度下降法了。
由于我们重参数化了{\displaystyle z}，所以需要找到{\displaystyle q_{\phi }(z|x)}。令{\displaystyle q_{0}}为{\displaystyle \epsilon }的概率密度函数，那么{\displaystyle \ln q_{\phi }(z|x)=\ln q_{0}(\epsilon )-\ln |\det(\partial _{\epsilon }z)|}，其中{\displaystyle \partial _{\epsilon }z}是{\displaystyle \epsilon }相对于{\displaystyle z}的雅可比矩阵。由于{\displaystyle z=\mu _{\phi }(x)+L_{\phi }(x)\epsilon }，这就是{\displaystyle \ln q_{\phi }(z|x)=-{\frac {1}{2}}\|\epsilon \|^{2}-\ln |\det L_{\phi }(x)|-{\frac {n}{2}}\ln(2\pi )}

## 变体
许多VAE的应用和扩展已被用来使其适应其他领域，并提升性能。
{\displaystyle \beta }-VAE是带加权KL散度的实现，用于自动发现并解释因子化的潜空间形式。这种实现可以对大于1的{\displaystyle \beta }值强制进行流形分解。这个架构可以在无监督下发现解耦的潜因子。
条件性VAE（CVAE）在潜空间中插入标签信息，强制对所学数据进行确定性约束表示（Deterministic Constrained Representation）。
一些结构可以直接处理生成样本的质量，或实现多个潜空间，以进一步改善表征学习的效果。
一些结构将VAE和生成对抗网络混合起来，以获得混合模型。